# BBC Philharmonic
Das BBC Philharmonic ist ein Sinfonieorchester der British Broadcasting Corporation (BBC). Es handelt sich um eines von insgesamt fünf Rundfunkorchestern des Senders. Das Orchester hat seinen Sitz in Manchester, reguläre Spielstätte ist die Bridgewater Hall. Pro Jahr gibt das Orchester mehr als 100 Konzerte, von denen die meisten im Rundfunk übertragen werden. Außerdem macht das Ensemble Konzertreisen, auch im Ausland, und tritt regelmäßig bei den Proms in London auf.
Chefdirigent des Orchesters ist seit 2022 John Storgårds, der schon zuvor von 2017 bis 2022 eine führende Stellung als Chief Guest Conductor hatte. Derzeit (Stand 2023) ist französische Dirigent Ludovic Morlot Associate Artist des Orchesters.

## Geschichte
Gegründet wurde das Orchester 1922 zunächst unter dem Namen 2ZY Orchestra, als Orchester des Radiosenders 2ZY in Manchester unter der Leitung des Dirigenten Dan Godfrey Junior. 1926 wurde es umbenannt in Northern Wireless Orchestra. 1930 wurde in London das BBC Symphony Orchestra gegründet. In der Folge wurden dem Northern Wireless Orchestra die Mittel gekürzt – es wurde vorübergehend auf nur noch neun Musiker verkleinert und in Northern Studio Orchestra umbenannt.
Nachdem sich die BBC entschieden hatte, das Ensemble doch wieder als Symphonieorchester aufzustellen, wurde es ab 1934 BBC Northern Orchestra genannt. Aufgrund einer erneuten Namensänderung im Januar 1967 hieß das Orchester fortan BBC Northern Symphony Orchestra. Die BBC vergrößerte das Orchester nochmals im Jahr 1982 und gab ihm zugleich seinen heutigen Namen: BBC Philharmonic. Musiker scherzten damals, der neue Name sei BBC Enharmonic, da das Orchester wieder einmal umbenannt worden war, aber gleich klang wie zuvor.
Im Jahr 1991 wurde Sir Peter Maxwell Davies zum ersten Hauskomponisten ernannt. Sein Nachfolger in dieser Position wurde im Jahr 2000 James MacMillan, der wiederum im Jahr 2009 vom österreichischen Komponisten HK Gruber abgelöst wurde. Composer in Association war von 2015 bis 2019 der Klarinettist Mark Simpson; seit Mai 2021 trägt der britische Komponist Tom Coult diesen Titel.

## Chefdirigenten
- Charles Groves (1944–1951)[3]
- John Hopkins (1952–1957)
- George Hurst (1958–1968)
- Bryden Thomson (1968–1973)
- Raymond Leppard (1973–1980)
- Edward Downes (1980–1991)
- Yan Pascal Tortelier (1992–2002)
- Gianandrea Noseda (2002–2011)
- Juanjo Mena (2011–2018)
- Omer Meir Wellber (2019–2022)[5]
- John Storgårds (seit 2022)

## Weblink
- Offizielle Website